# 뷜렌트 아른츠
뷜렌트 아른츠(튀르키예어: Bülent Arınç, 1948년 5월 25일 ~)는 튀르키예의 정치인으로, 2009년부터 튀르키예의 부총리이다. 정의개발당(AKP) 소속이다.